# Dialogregie
Dialogregie, auch Synchronregie genannt, ist ein Arbeitsfeld in der Filmkunst und eine spezielle Form von Regie.
Ein Dialogregisseur (respektive Synchronregisseur) hat die Aufgabe, bei der Synchronisation von Filmen und Fernsehserien die einzelnen Synchronsprecher zu koordinieren. Er achtet auf Timing und Timbre der Sprecher und überprüft, ob die synchronisierten Dialoge die gleiche Wirkung haben wie in der Originalfassung. Der Dialogregisseur überwacht auch die Bearbeitung und den Schnitt von Dialogen in der Postproduktion.
Auch bei Zeichentrickfilmen und Computeranimationsfilmen gibt es Dialogregisseure (Voice director), weil die Dialoge unabhängig vom Film gesprochen werden müssen. Meist werden hier zuerst die Dialoge produziert und die Länge der Szenen dann auf das Gesprochene abgestimmt.
In der Filmsprache werden manchmal auch Dialogue Coaches (Dialogtrainer oder Sprechtrainer) als Dialogue Directors (Dialogregisseure) bezeichnet. Dabei handelt es sich um Sprechprofis, die mit den Schauspielern in der Vorbereitung auf eine Rolle die Aussprache einüben, die der Regisseur des Films sich für die Szene wünscht (etwa Akzente oder bestimmte Betonungen).